# Myrmarachne panamensis
Myrmarachne panamensis este o specie de păianjeni din genul Myrmarachne, familia Salticidae, descrisă de Galiano, 1969. Conform Catalogue of Life specia Myrmarachne panamensis nu are subspecii cunoscute.